# Live at the Rainbow ’74
Live at the Rainbow ’74 ist das siebte Livealbum der britischen Rockband Queen, welches am 8. September 2014 erschien. Enthalten ist ein Mitschnitt der Konzerte am 19. und 20. November 1974 (79 min.). In der Deluxe-Edition ist zusätzlich eine zweite CD mit (fast der ganzen) Show vom 31. März 1974 enthalten (nur Big Spender und Bama Lama Bama Loo wurden aus unbekannten Gründen weggelassen). Diese dauert ca. 65 Minuten.

## Formate
Das Album erschien als CD mit dem November-Mitschnitt sowie als Doppel-CD mit dem November-Mitschnitt und dem März-Konzert. Des Weiteren erschienen:
- Ein Doppel-LP-Album mit gekürzten Versionen der Konzerte (1. LP: März Mitschnitt, 2. LP: November-Mitschnitt (gekürzt))
- Ein LP-Album mit beiden Konzerten auf jeweils 2 LPs
- Eine Blu-Ray bzw. DVD mit einem Mitschnitt der November-Konzerte sowie 4 Tracks der März-Show

## Titelliste
CD 1 (März-Show):
1. Procession (May)
2. Father To Son (May)
3. Ogre Battle (Mercury)
4. Son And Daughter (May)
5. Guitar Solo (May)
6. Son And Daughter (reprise) (May)
7. White Queen (As It Began) (May)
8. Great King Rat (Mercury)
9. The Fairy-Feller's Master Stroke (Mercury)
10. Keep Yourself Alive (May)
11. Drum Solo (Taylor)
12. Keep Yourself Alive (reprise) (May)
13. Seven Seas Of Rhye (Mercury)
14. Modern Times Rock'n'roll (Taylor)
15. Jailhouse Rock, Stupid Cupid, Be Bop A Lula (Medley)
16. Liar (Mercury)
17. See What A Fool I've Been (May)

CD 2 (November-Show):
1. Procession (May)
2. Now I’m Here (May)
3. Ogre Battle (Mercury)
4. Father To Son (May)
5. White Queen (As It Began) (May)
6. Flick of the Wrist (Mercury)
7. In The Lap Of The Gods (Mercury)
8. Killer Queen (Mercury)
9. The March Of The Black Queen (Mercury)
10. Bring Back That Leroy Brown (Mercury)
11. Son And Daughter (May)
12. Guitar Solo (May)
13. Son And Daughter (reprise) (May)
14. Keep Yourself Alive (May)
15. Drum Solo (Taylor)
16. Keep Yourself Alive (reprise) (May)
17. Seven Seas Of Rhye (Mercury)
18. Stone Cold Crazy (Queen)
19. Liar (Mercury)
20. In The Lap Of The Gods...revisited (Mercury)
21. Big Spender
22. Modern Times Rock'n'roll (Taylor)
23. Jailhouse Rock
24. God Save The Queen (trad. arr. May)

DVD/Blu-Ray:
November-Show(s):
1. Procession (May)
2. Now I'm Here (May)
3. Ogre Battle (Mercury)
4. Father To Son (May)
5. White Queen (As It Began) (May)
6. Flick of the Wrist (Mercury)
7. In The Lap Of The Gods (Mercury)
8. Killer Queen (Mercury)
9. The March Of The Black Queen (Mercury)
10. Bring Back That Leroy Brown (Mercury)
11. Son And Daughter (May)
12. Guitar Solo (May)
13. Son And Daughter (reprise) (May)
14. Keep Yourself Alive (May)
15. Drum Solo (Taylor)
16. Keep Yourself Alive (reprise) (May)
17. Seven Seas Of Rhye (Mercury)
18. Stone Cold Crazy (Queen)
19. Liar (Mercury)
20. In The Lap Of The Gods...revisited (Mercury)
21. Big Spender
22. Modern Times Rock'n'roll (Taylor)
23. Jailhouse Rock
24. God Save The Queen (trad. arr. May)

März-Show:
1. Son And Daughter (May)
2. Guitar Solo (May)
3. Son And Daughter (reprise) (May)
4. Modern Times Rock'n'roll (Taylor)